# Kristien Leonaers
Kristien Leonaers (Gent, 27 mei 1994) is een Belgische handbalster.

## Levensloop
Leonaers speelde aanvankelijk bij Pentagoon Kortessem. Vanaf 2010 kwam ze uit voor Rhino Turnhout, waarmee ze in 2012 de Beker van België won. In 2014 maakte ze vervolgens de overstap naar Fémina Visé. Met deze club won ze tweemaal de Beker (2016 en 2017) Vanaf 2019 maakte ze deel uit van Initia Hasselt.
Daarnaast maakte ze deel uit van de Belgische nationale ploeg en werd ze in 2012 verkozen tot handbalster van het jaar.